# 모술 (영화)
《모술》(영어: Mosul)은 2019년 베니스 영화제에 상영, 2020년 넷플릭스에서 공개한 미국의 영화이다.

## 캐스팅

### 주연
- 수하일 다바치 : 자셈 역
- 아담 베사 : 카와 역

### 조연
- 왈리드 엘가디 : 카베흐 아프사하니 역
- 하얏 카밀 : 하야트 역
- 타예르 알-샤예이 : 후카 역
- 벤 아판 : 액터 역

## 수상
- 2019년 제76회 베니스국제영화제 후보 비경쟁부문 (매튜 마이클 카나한)
- 2019년 제44회 토론토국제영화제 후보 특별한 발표 부문 (매튜 마이클 카나한)